# Maejärvi (Karesuando socken, Lappland)
Maejärvi är en sjö i Kiruna kommun i Lappland och ingår i Torneälvens huvudavrinningsområde. Sjön har en area på 0,172 kvadratkilometer och ligger 390,2 meter över havet.

## Delavrinningsområde
Maejärvi ingår i det delavrinningsområde (758784-175429) som SMHI kallar för Mynnar i Idijoki. Medelhöjden är 455 meter över havet och ytan är 44,78 kvadratkilometer. Det finns inga avrinningsområden uppströms utan avrinningsområdet är högsta punkten. Maejoki som avvattnar avrinningsområdet har biflödesordning 4, vilket innebär att vattnet flödar genom totalt 4 vattendrag innan det når havet efter 464 kilometer. Avrinningsområdet består mestadels av skog (63 procent) och sankmarker (27 procent). Avrinningsområdet har 0,39 kvadratkilometer vattenytor vilket ger det en sjöprocent på 0,9 procent.